# Nikolaus von Lutterotti
Nikolaus von Lutterotti, wł. Marco von Lutterotti (ur. 22 lipca 1892 w Kaltern, zm. 28 października 1955 w Stuttgarcie) – niemiecki zakonnik pochodzący z Włoch, benedyktyn, przeor w klasztorze w Krzeszowie, archiwista, historyk sztuki, historyk, kolekcjoner dewocjonaliów, autor publikacji o dziejach i osobistościach klasztoru krzeszowskiego, dziełach sztuki w nim obecnych oraz przewodników po tym zabytku.
Marco von Lutterotti uczęszczał do prowadzonej przez franciszkanów szkoły średniej w Bolzano i po uzyskaniu tam matury przez dwa lata studiował teologię w Canisianum w Innsbruck, po czym w roku 1912 wstąpił do benedyktyńskiego klasztoru Emaus w czeskiej Pradze, składając tam w 1914 r. śluby zakonne i przybierając imię zakonne Nikolaus. Przez całą I wojnę światową służył w armii austro-węgierskiej jako sanitariusz. Po wojnie studiował w klasztorze benedyktyńskim w Niemczech. W roku 1922 zamieszkał w klasztorze krzeszowskim, który zasiedlili benedyktyni usunięci przez władze czechosłowackie z Emaus. W tymże roku uzyskał tam święcenia kapłańskie, po czym pełnił m.in. obowiązki kaznodziei i archiwisty klasztornego. Jako archiwista prowadził badania nad dziejami klasztoru cysterskiego w Krzeszowie i osób z nim związanych oraz wydając w ponad 70 publikacjach wyniki tych studiów, jak również przewodniki turystyczne po Krzeszowie. Zbierał także dewocjonalia, tworząc obszerną kolekcję, obejmującą ok. 12 000 rycin, 1000 grafik i ponad 170 obrazów malowanych na szkle. Ryciny pozyskiwał głównie z Tyrolu, aczkolwiek dużo egzemplarzy zebrał na Śląsku. W skład kolekcji weszły również modlitewniki z XVII wieku. Ponadto napisał dzieło poświęcone historii i genealogii rodów zamieszkujących jego rodzinny Tyrol. W roku 1940, gdy hitlerowskie władze zajęły znaczną część kompleksu klasztornego i większość zakonników musiała opuścić Krzeszów, von Lutterotti pozostał  i w lutym 1943 mianowany został przeorem pozostałej wspólnoty zakonnej. Również po zakończeniu II wojny światowej uniknął wysiedlenia, gdyż był obywatelem włoskim i mieszkał w Krzeszowie aż do 1954, pełniąc posługę duszpasterza dla pozostałych jeszcze w regionie Niemców. W listopadzie 1954 wyjechał najpierw do rodzinnego Kaltern, a w 1955 do benedyktyńskiego klasztoru w Bad Wimpfen w Badeni-Wirtembergii. W tymże roku zmarł na białaczkę w Stuttgarcie i został pochowany na cmentarzu w Bad Wimpfen przy kościele św. Korneliusza. Cenotaf von Lutterottiego znajduje się na cmentarzu przy opactwie krzeszowskim. Po śmierci zakonnicy z jego klasztoru w Bad Wimpfen wydali w 1957 r. księgę ku jego pamięci, w 1970 na rodzinnym grobowcu w Kaltern ufundowano tablicę z popiersiem Nikolausa, a w 1972 wybito medal z jego podobizną.  
Kolekcja dewocjonaliów von Lutterottiego została mu skonfiskowana przez władze polskie w 1954 r., przed emigracją zakonnika na Zachód. Następnie trafiła do zbiorów muzealnych. Olbrzymia jej większość jest własnością Muzeum Narodowego we Wrocławiu, a w jego obrębie przede wszystkim Muzeum Etnograficznego. Pojedyncze eksponaty z kolekcji znalazły się w posiadaniu Muzeum Książąt Lubomirskich Zakładu Narodowego im. Ossolińskich.
N. von Lutterottiemu poświęcona była wystawa czasowa „O. Nikolaus von Lutterotti OSB (1892–1955) benedyktyn w Pradze i Krzeszowie, wędrówka pomiędzy systemami” eksponowana w Muzeum Tkactwa w Kamiennej Górze w 2021, zaś jego zbiorom dewocjonaliów – wystawa czasowa od listopada 2022 do stycznia 2023 r. pt. „Pasje Nikolausa von Lutterottiego” w Muzeum Etnograficznym we Wrocławiu.